# Emiliano Sala
Emiliano Raúl Sala Taffarel (ur. 31 października 1990 w Cululú, zm. 21 stycznia 2019 nad kanałem La Manche) – argentyński piłkarz grający na pozycji napastnika.

## Życiorys
W 2011 dołączył do pierwszego zespołu Girondins Bordeaux. Następnie kolejno przebywał na wypożyczeniach w US Orléans, Chamois Niortais FC i SM Caen. 20 lipca 2015 został zawodnikiem FC Nantes.
Swojego pierwszego gola w rozgrywkach Ligue 1 zdobył 17 sierpnia 2014 w wygranym przez Bordeaux 4:1 meczu przeciwko AS Monaco.
19 stycznia 2019 podpisał trzyipółletni kontrakt z walijskim klubem Cardiff City F.C., do którego został sprzedany za 15 milionów funtów.

## Śmierć
21 stycznia 2019 około godziny 21:30 czasu środkowoeuropejskiego samolot Piper PA-46 Malibu, którym podróżował zniknął z radarów nad kanałem La Manche. Sala podczas lotu kontaktował się z rodziną i wysyłał im wiadomości głosowe informujące o słabym stanie samolotu. 3 lutego 2019 odnaleziono wrak samolotu na dnie kanału La Manche. 7 lutego odnaleziono i wydobyto ciało piłkarza. Wg raportu AAIB (Air Accidents Investigation Branch) jako przyczynę śmierci podaje się zatrucie tlenkiem węgla (stężenie HbCO wynosiło 58%) z nieszczelnej instalacji grzewczej samolotu, co prawdopodobnie spowodowało utratę przytomności przez pilota oraz pasażera i w efekcie runięcie samolotu do wody.
16 lutego 2019 spoczął na cmentarzu w argentyńskim Santa Fe.